# Val-du-Layon
Val-du-Layon is een gemeente in het Franse departement Maine-et-Loire in de regio Pays de la Loire die deel uitmaakt van het arrondissement Angers. De gemeente telde 3.508 inwoners op 1 januari 2022.

## Geschiedenis
De commune nouvelle is op 31 december 2015 ontstaan door de fusie van de gemeenten Saint-Lambert-du-Lattay en Saint-Aubin-de-Luigné.

## Geografie
De oppervlakte van Val-du-Layon bedroeg op 1 januari 2022 29,63 vierkante kilometer; de bevolkingsdichtheid was toen 118,4 inwoners per km².

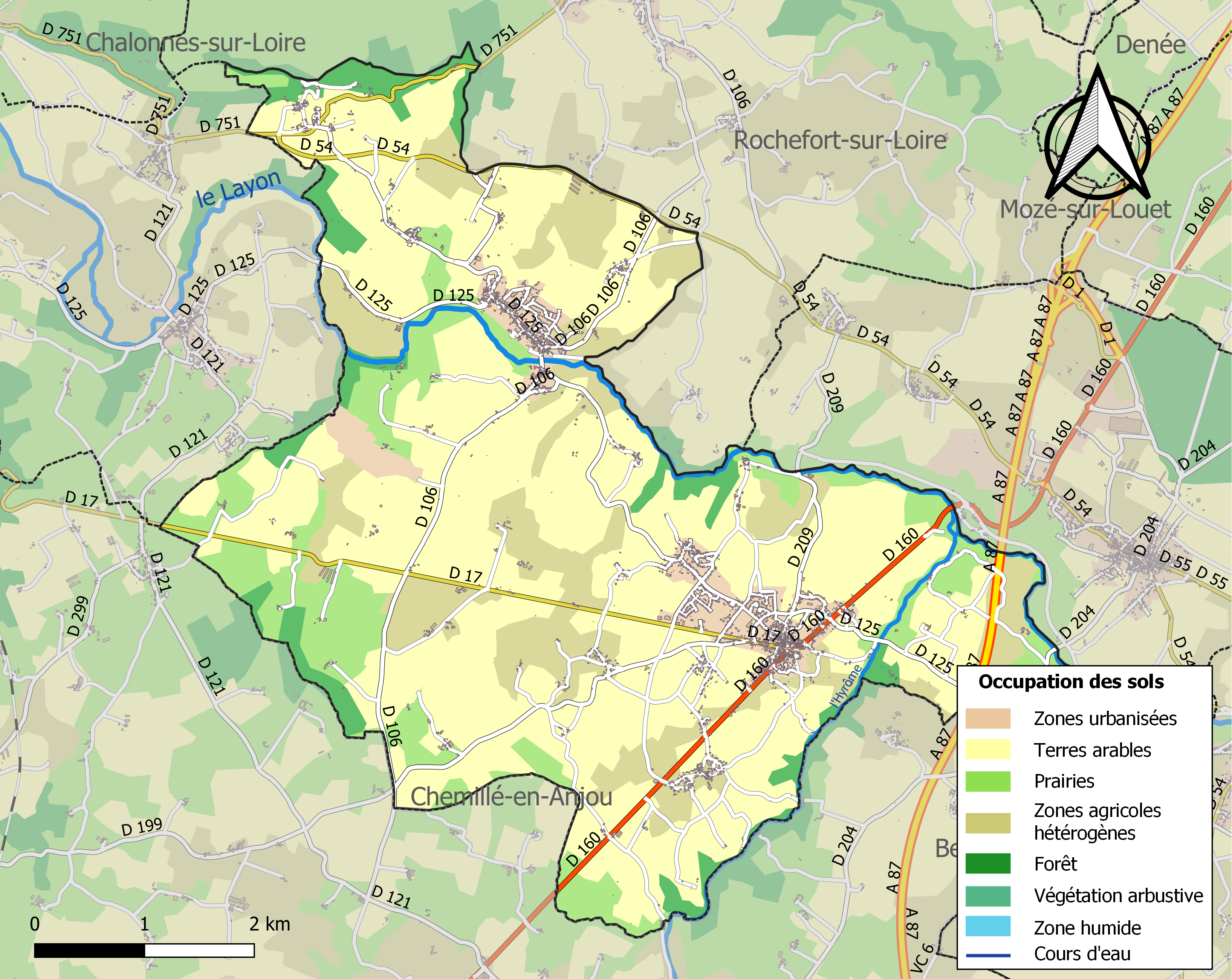
Kaart van de gemeente met de belangrijkste infrastructuur, bodemgebruik en omliggende gemeenten